# Joseph Apoux
Pour les articles homonymes, voir Apou (homonymie).
Joseph Apoux, né le 5 novembre 1846 au Blanc et mort le 11 novembre 1910 au Kremlin-Bicêtre, est un peintre, graveur et illustrateur français, proche du décadentisme.

## Biographie
Joseph Zacharie Jacques Apoux étudie la peinture et le dessin avec Jean-Léon Gérôme.
Il se spécialise ensuite dans la gravure à l'aquatinte et à la pointe sèche. Il expose à partir de 1880 et participe à l'Exposition internationale de blanc et noir en 1886. Joly, quai Saint-Michel, et le marchand d'estampes René Pincebourde, rue de Verneuil, sont ses éditeurs entre 1880 et 1900.
Il est l'auteur de nombreuses caricatures et de suites de gravures teintées d'un érotisme assez mortifère.
On lui doit notamment un Alphabet pornographique, des Rêveries fantastiques, des Sorcières, des vampires, des Caprices à l'eau-forte, des Danseuses, etc.
Sa peinture représente la plupart du temps des scènes de famille mais ses toiles seront en majorité détruites par lui avant sa mort.[réf. nécessaire]
Il vit à Paris avec sa cousine Clarisse Camus, avec qui il a trois enfants : Clarisse — qui devient mannequin-modiste chez Paquin —, Marie et Henri.[réf. nécessaire]

Œuvres de Joseph Apoux
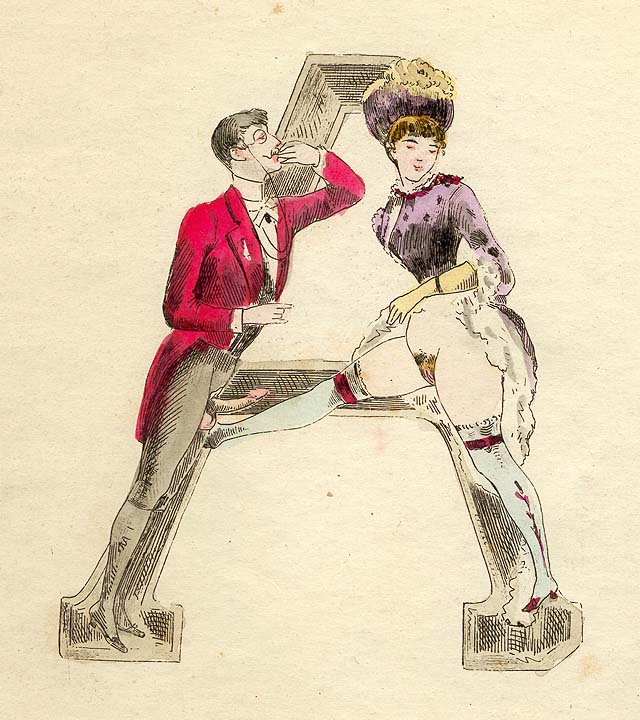
Alphabet pornographique, lettre « A », vers 1880.
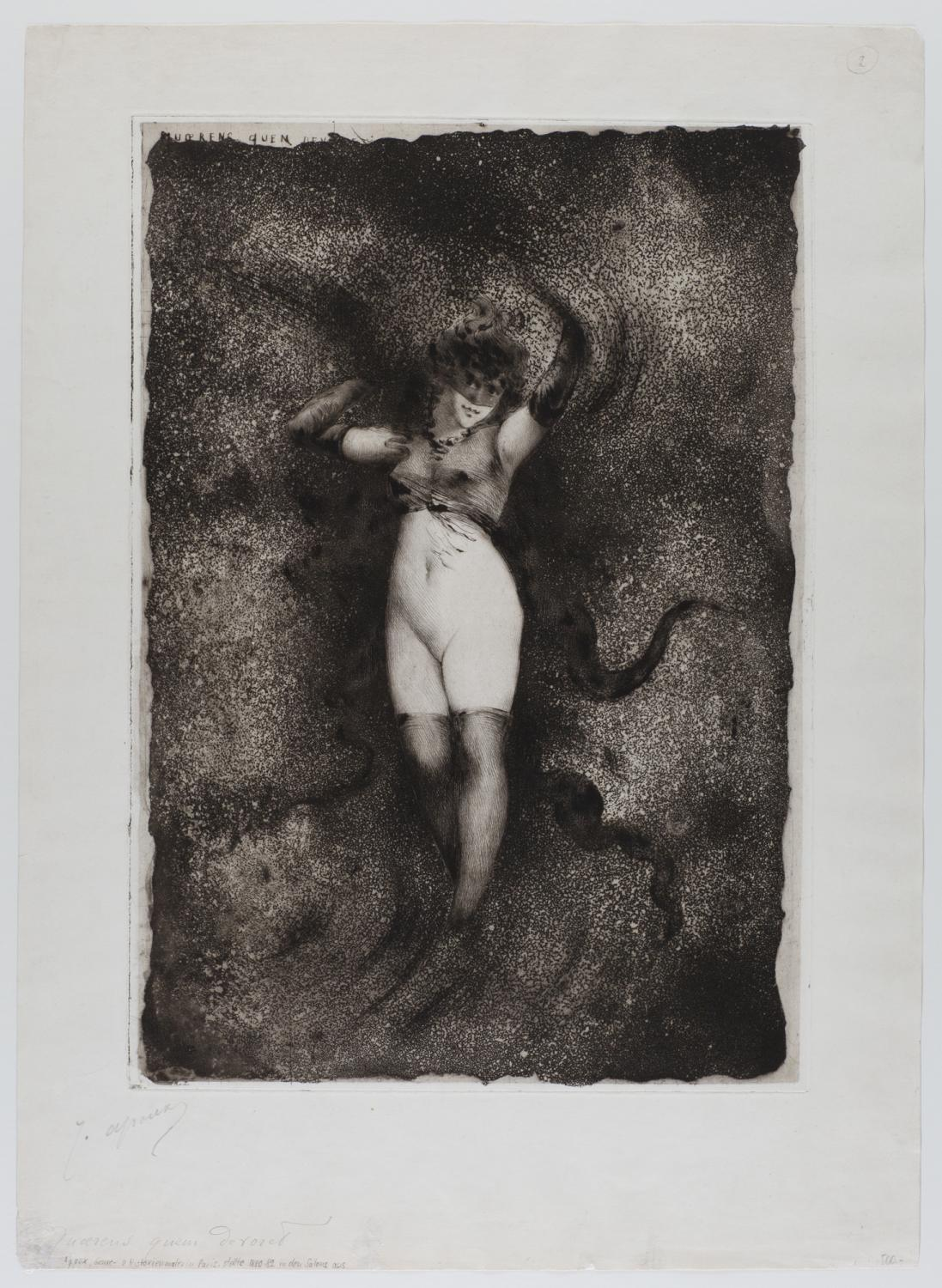
Quaerens quem devoret[4], entre 1880 et 1886, aquatinte.
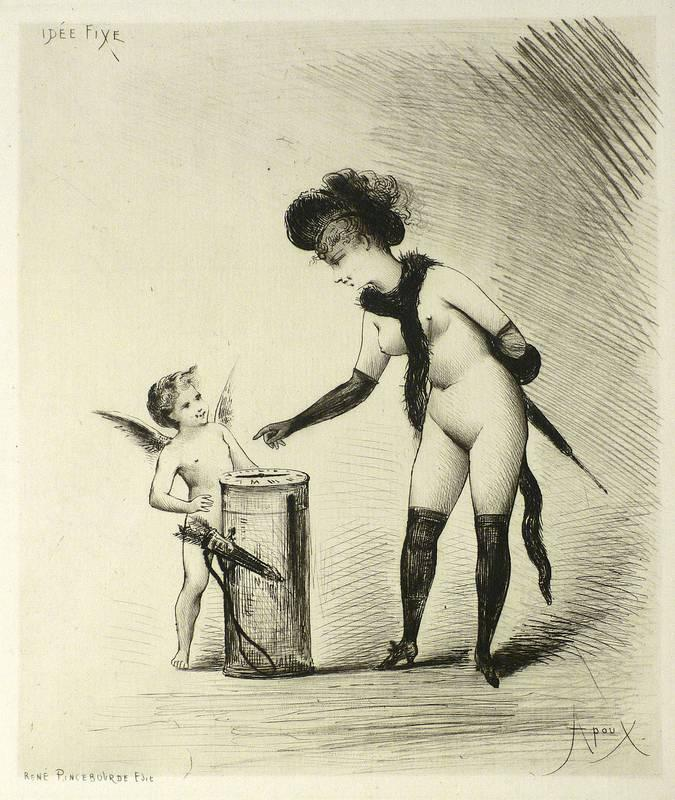
Idée fixe, 1900, gravure.